# Grace Huang
Grace Huang (Chinese: 黃芝琪; pinyin: Huáng Zhīqí) est une actrice australienne d'origine chinoise, plus connue pour son rôle de Gemini Female dans le film d'art martiaux de RZA, L'Homme aux poings de fer. 

## Récompense
Huang remporte la récompense de "Best Actress" award au HollyShorts Film Festival pour son rôle de Ava Chen dans le film Bloodtraffick.

## Filmographie
- 2009 : Sit yan fung wan
- 2010 : Red Earth
- 2011 : Quan qiu re lian
- 2011 : Bloodtraffick
- 2012 : L'Homme aux poings de fer (The Man with the Iron Fists) de RZA
- 2012 : Cold War
- 2012 : Strangers 6 (série TV)
- 2014 : Intelligence (série télévisée)
- 2015 : L'Homme aux poings de fer 2 (The Man with the Iron Fists 2) de Roel Reiné
- 2016 : Independence Day: Resurgence de Roland Emmerich
- 2018 : In Like Flynn de Russell Mulcahy : Achun